# パリ原則 (図書目録)
パリ原則（パリげんそく、Paris Principles, The Statement of Principles）とは、1961年に国際図書館連盟がパリで開いた国際会議において採択された、主として標目の選定と形の決定に関する原則である。覚書という形でまとめられた。なお、「標目と記入語の選定と形式に関する基本原則」「国際目録原則覚書」「原則覚書」とも記される。

## 沿革

### 前史

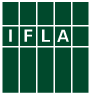
国際図書館連盟のロゴ

1927年に発足した国際図書館連盟は、目録法の標準化を目指した活動を行った。これは第二次世界大戦によって中断したものの、1950年代になって本格的に再開した。

### 会議での採択
1961年、国際図書館連盟はパリで「目録原則国際会議」を開催した。会議の目的は、標目に関する原則を統一することであった。図書の記述はまちまちであっても、それを集積して総合目録などを作る際に記入の集中性と排他性が確保されることが目指されたという。議案の骨子には、『アメリカ図書館協会著者書名目録規則 2版』の簡素化を目的としてシーモア・ルベルキーが1960年に作成した試案『目録規則コード』が用いられた。会議の結果、12箇条の原則（パリ原則）が参加国53か国と22の国際機関によって採択決議された

### 後世への影響
会議に参加した国々は、パリ原則に基づいてそれぞれの目録規則を改定した。また、目録規則を持たない国も、パリ原則に従った規則を新しく制定することになった。パリ原則に従った著者基本記入制を堅持する規則として制定されたものとしては、例えば『英米目録規則 1967年版』や『日本目録規則 1965年版』が挙げられる。しかし、各国による解釈の違いが次第に明らかとなり、これらを調整するために1969年以来、国際標準書誌記述 (ISBD) が討議されるようになった。
また、コンピュータ技術とそれを利用したネットワーク技術の発展に伴い、物理的媒体をもつ情報資源を対象とするパリ原則の矛盾や不備も指摘されるようになった。これを受けて1997年に「書誌レコードの機能要件 (FRBR)」がまとめられたほか、2003年に国際図書館連盟の専門家会議がパリ原則に代わる新たな原則として「国際目録法に関する原則」を提案した。これは2009年に「国際目録原則覚書」としてまとめられた。

## 内容
パリ原則は以下の12項目からなる。

## 評価
デビッド・ボーデンとリン・ロビンソンは2012年の資料（2019年日本語訳）にて「現在の図書館目録規則の大半は、大きな影響力を持ったパリ原則に由来している」と述べている。また、柴田正美と高畑悦子は、パリ原則について以下のように述べている。
また、『図書館情報学用語辞典 第5版』でも以下のように記されている。